# 스티븐 W. 카니
스티븐 와츠 카니(Stephen Watts Kearny(/ˈkɑːrni/), 1794년 8월 30일 - 1848년 10월 31일)는 미국 육군의 장군이다. 미국 멕시코 전쟁 때 남서부에서의 활약하였고, 특히 캘리포니아의 정복으로 유명하다. ‘미합중국 기병대(w:United States Cavalry)의 아버지’로 불린다. 캘리포니아주 정부의 행동을 관리하는 엄격한 규율 ‘카니 코드’(w:Kearny code)는 그의 이름을 따서 지었다.

## 생애

### 유년기
카니는 뉴저지 뉴어크에서 태어났다. 그의 가족은 아일랜드 출신으로 원래는 오카니(O'Kearny)라는 이름이었다. 카니는 공립학교에 가서 컬럼비아 대학에서 배운 후 미영 전쟁의 발발과 함께 육군에 입대했다. 전쟁 중에 그는 용기를 보이면서 점차 미국 육군 대위로 승진했다.

### 서부
전쟁 직후인 1819년, 카니는 헨리 앳킨슨(w:Henry Atkinson) 장군이 지휘하는 서부 개척지에 임명되어 현재 몬태나와 와이오밍의 옐로스톤강을 탐험한 앳킨슨 탐사대의 대원이 된다. 그리고 1825년 탐험대는 옐로스톤의 하구에 도착했다. 이 탐험 동안 카니는 포괄적인 도로 기록과 미국 원주민과의 교류를 계속했다.
1826년, 카니는 미주리의 새로운 군사 기지에서 최초의 사령관이 되었다. 기지에 머물고 있을 때, 그는 종종 루이스 클라크 탐사대의 윌리엄 클라크를 방문했다. 여기에서 그는 클라크의 양녀와 만나 결혼하여 11명의 자녀를 낳았다. 그러나 불행히도 성인이 될 때까지 단 한 명도 생존하지 못했다.
카니는 미주리에서 기마대의 장비를 갖춘 기병 부대를 조직했다. 이것이 이후에 맹활약을 하게 될 미합중국 기병대의 최초의 부대가 되었다. 이 부대는 현재의 캔자스 리븐워스 요새에 주둔하였고, 이곳에서 카니는 대령으로 승진했다. 그는 또한 육군의 제3국의 사령관에게도 명령을 받아 대평원에서 다양한 원주민 부족과 평화를 유지하고 개척지를 지키는 임무에 맡았다. 1840년대 초 서부 이주가 오리건 통로(Oregon Trail)을 따라 진행되면서, 카니의 군대는 미국 인디언들의 공격으로부터 이주민의 안전을 담당하는 역할을 맡게 되었다. 마차의 무리를 호위하는 군대의 관습이 이후 수십 년 동안 공식적인 정부의 정책이 되었다. 이주자를 보호하는 노력의 일환으로, 카니는 현재 네브래스카주 네브래스카 시티(Nebraska City) 근처에 카니 요새(w:Fort Kearny)라는 새로운 기지를 건설했다. 그러나 이내 그 지정학적 위치가 좋지 않다는 것을 깨닫고 카니 요새는 현재의 네브라스카 플랫 강변 위치로 옮겨졌다.

### 미국 멕시코 전쟁
미국 멕시코 전쟁이 발발하자, 카니는 1,700명의 병력을 이끌고 뉴멕시코 산타페로 전진하여 1846년 8월 18일 현지에 군사 정부를 세웠다. 그는 1개월 이내에 민간 정부를 수립할 것을 약속했다. 산타페를 무혈 정복한 후 카니는 9월 25일 캘리포니아로 향했다. 이 부대는 300명 정도의 소규모 부대였지만, 〈산파스칼 전투〉(Battle of San Pasqual)에서 앙드레 피코 군과 전투를 벌였다. 카니의 살아남은 군대는 로버트 F. 스톡턴의 지시 아래에서 샌디에고에 본부를 둔 해군에 편성되었다. 이렇게 결합된 군대는 12월에 샌디에고의 지배체제를 굳건히 하고 1847년 1월, 〈산가브리엘 전투〉(Battle of Rio San Gabriel)와 〈라메사 전투〉(Battle of La Mesa)를 통해 로스앤젤레스를 확보할 수 있었다.
전투가 끝나자 카니는 현지를 지배할 권리를 강하게 주장하면서 스톡턴과 대립했다. 그러나 1월 13일 현지의 멕시코 군이 항복을 하게 되었다. 그러나 그들과 항복 협정을 맺은 사람은 스톡턴도, 카니도 아니었고, 스톡턴의 보좌관 존 C. 프리몬트 중령이었다. 스톡턴은 이 공을 인정하여 프리몬트를 현지의 군정 장관에 임명했다. 대노한 카니는 수도 워싱턴 D.C.에 명령권은 자신에게 있다는 확인서와 함께 프리몬트의 해임과 체포를 요구했다. 프리몬트는 군법회의에서 회부되어 유죄를 선고받았지만, 이내 대통령에 의해 사면을 받게 된다.

### 말년
카니는 8개월 동안 캘리포니아 군정 장관으로 있다가, 이후 멕시코로 이동하여, 베라크루즈와 멕시코시티 주지사를 지냈다. 1848년 9월에는 프리몬트의 의붓아버지인 토마스 하트 벤튼(Thomas Hart Benton) 상원 의원의 강한 반대를 극복하고 소장으로 승진했다. 그러나 그 몇 달 후 베라크루즈에서 걸린 열대 질병으로 인해 미주리주 세인트루이스에서 사망을 한다.